# Lillepolen
 Ikke at forveksle med Provinsen Lillepolen.
Lillepolen (polsk: Małopolska, latin Polonia Minor) er en historisk region som udgør de sydvestlige dele af Polen. Den ligger i Wisłas øvre og til dels centrale afvandingsområde. Navnet Lillepolen (som modsætning til Storpolen) blev først taget i brug i det 13--1400-tallet.
Det historiske højlandsområde strækker sig fra Karpaterne i syd til floderne Pilica og Wieprz i nord. Lillepolen grænser i vest med Schlesien, i nord med Masovien og Podlasie, og i øst med Ukraine (Rød-Rutenien). Frem til 2. verdenskrig omfattede området også store dele af dagens Ukraine (Galicien) med Lviv.
Lillepolen ligger i dag i voivodskaberne Małopolska, Podkarpacie, Lublin og Święty Krzyż, samt de østlige dele af voivodskabet Śląsk og de sydlige dele af voivodskaberne Mazowsze og Łódź.
Den historiske hovedstad i Lillepolen – Kraków – regnes af mange som Polens kulturhovedstad, og står opført på UNESCOs liste over verdens kulturarv. Wieliczka saltmine ved Kraków og Lillepolens trækirker er også skrevet ind på listen.
50°04′N 19°57′Ø / 50.07°N 19.95°Ø